# Zane Kirchner
Zane Kirchner (ur. 16 czerwca 1984 w George) – południowoafrykański rugbysta występujący na pozycji obrońcy. Reprezentant kraju, uczestnik pucharu świata.

## Kariera klubowa
Kirchner jest wychowankiem Kretzenshoop Primary School, a także P.W. Botha Kollege w George. Na poziomie juniorskim był zawodnikiem Griffons (U-19 w 2002 roku, północna część prowincji Wolne Państwo), Leopards (U-20 w 2003 roku, Prowincja Północno-Zachodnia) oraz Griquas (U-20 i U-21 w latach 2003–2005, Prowincja Przylądkowa Północna).
W 2003 roku został uwzględniony w składzie Griquas na krajową ligę Currie Cup. W drużynie z Kimberley występował przez pięć sezonów. W roku 2007 został wybrany przez drużynę Cheetahs z rozgrywek Super 14, jednak nigdy nie zadebiutował w drużynie z Bloemfontein. Przed sezonem 2008 Kirchner przeniósł się do Pretorii, gdzie został zawodnikiem Blue Bulls oraz ich odpowiednika z Super 14, Bulls. W 2009 roku Bulls zwyciężyli w rozgrywkach Super 14, rozbijając w majowym finale Chiefs 61–17. Kilka miesięcy później ich sukces na „krajowym podwórku” powtórzyła ekipa Blue Bulls, która w pojedynku finałowym okazała się lepsza od Free State Cheetahs. W 2010 roku Bulls po raz drugi z rzędu byli najlepsi w Super 14, a tym razem w finale pokonali Stormers.

## Kariera reprezentacyjna
Zane Kirchner nie był powoływany do południowoafrykańskich drużyn juniorskich, a po raz pierwszy miał okazję reprezentować RPA, gdy w 2009 roku do kraju przyjechali British and Irish Lions. Znalazł się wówczas w składzie Emerging Springboks (zaplecza pierwszej reprezentacji), który to zespół zremisował z Lions 13–13. Kilka dni później został dodatkowo powołany przez selekcjonera Pietera de Villiersa do pierwszej reprezentacji. Jako że Springboks prowadzili w trzymeczowej serii 2–0, trener de Villiers zdecydował się na wystawienie w trzecim meczu kilku mniej doświadczonych graczy. 4 lipca 2009 roku Kirchner wyszedł w pierwszym składzie na trzecie spotkanie z Lwami, które wygrały ten pojedynek 28–9. W 2010 roku Kirchner wywalczył sobie pewne miejsce w składzie, jednak w roku 2011 stracił je na rzecz Pata Lambie.
Pomimo słabszej niż rok wcześniej pozycji w drużynie narodowej, Kirchner znalazł się w szerokim składzie Springboks na Puchar Świata w Rugby, który w 2011 roku odbywał się w Nowej Zelandii. Później jednak z gry obrońcę Bulls wykluczyła kontuzja lewego ramienia, która sprawiła, że jego nazwiska zabrakło w ostatecznym 30-osobowym zestawieniu. Wąską kadrę podano pod koniec sierpnia, jednak we wrześniu Zane doszedł już do pełni zdrowia. Kiedy 30 września, podczas meczu z reprezentacją Samoa, kontuzji doznał Francois Steyn, Kirchner został awaryjnie powołany do kadry. Jednak reprezentanci RPA odpadli w kolejnym spotkaniu z Australią, a Kirchner nie zdążył zadebiutować na tej imprezie.
Zane powrócił do składu Springboks dopiero w 2012 roku pod rządami nowego selekcjonera, Heyneke Meyera, choć decyzja o stawianiu na niego kosztem Patricka Lambie była, zdaniem wielu, dość kontrowersyjna.